# Antony Blinken
Antony John Blinken (sinh ngày 16 tháng 4 năm 1962) là một quan chức chính phủ Mỹ. Ông từng là Ngoại trưởng Hoa Kỳ thứ 71 từ ngày 26 tháng 1 năm 2021 đến ngày 20 tháng 1 năm 2025 dưới thời Tổng thống Joe Biden. Trước đó ông từng là Thứ trưởng Ngoại giao Hoa Kỳ từ năm 2015 đến năm 2017 và Phó Cố vấn An ninh Quốc gia từ năm 2013 đến năm 2015 dưới thời Tổng thống Barack Obama.
Trong chính quyền Clinton, Antony Blinken phục vụ trong Bộ Ngoại giao và giữ các vị trí cấp cao trong nhân viên Hội đồng An ninh Quốc gia Hoa Kỳ. Ông cũng là thành viên cấp cao tại Trung tâm Nghiên cứu Chiến lược và Quốc tế (2001–2002), Giám đốc Nhân viên Dân chủ của Ủy ban Đối ngoại Thượng viện Hoa Kỳ (2002–2008), và là thành viên của quá trình chuyển đổi tổng thống Obama-Biden, hoạt động  từ tháng 11 năm 2008 đến tháng 1 năm 2009, trong số các vị trí khác. Từ năm 2009 đến 2013, Blinken giữ chức Phó trợ lý Tổng thống và Cố vấn An ninh Quốc gia cho Phó Tổng thống. Trong nhiệm kỳ của mình trong chính quyền Obama, ông đã giúp xây dựng chính sách của Mỹ về Afghanistan, Pakistan và chương trình hạt nhân của Iran. Sau khi rời phục vụ chính phủ, Blinken chuyển sang lĩnh vực tư nhân, đồng sáng lập WestExec Advisors , một công ty tư vấn.

## Tiểu sử
Blinken sinh ngày 16 tháng 4 năm 1962 tại Yonkers, New York với cha mẹ là người Do Thái, Judith (Frehm) và Donald M. Blinken, người sau này làm đại sứ Hoa Kỳ tại Hungary. Chú của Blinken, Alan Blinken, từng là đại sứ Hoa Kỳ tại Bỉ trong chính quyền Bill Clinton. Ông nội của ông, Maurice Henry Blinken, là một người ủng hộ Israel sớm nhất, người đã nghiên cứu khả năng kinh tế của nó và ông cố của ông là Meir Blinken, một nhà văn Yiddish. Em gái cùng mẹ khác cha của Blinken, Leah Pisar, cũng từng làm việc tại Bộ Ngoại giao và là giám đốc truyền thông tại Hội đồng An ninh Quốc gia trong chính quyền Clinton.
Blinken học Trường Dalton ở Thành phố New York cho đến năm 1971, sau đó ông chuyển đến Paris, Pháp, nơi ông theo học École Jeannine Manuel. Ông chuyển đến đó cùng mẹ và người chồng mới của bà (sau khi bố mẹ ông ly hôn), luật sư Samuel Pisar,
người đã sống sót qua cả hai trại Auschwitz và Dachau trong Holocaust. Trong phiên điều trần xác nhận đề cử của mình, Blinken đã kể câu chuyện về cha dượng mình, người duy nhất sống sót sau thảm họa Holocaust duy nhất trong số 900 trẻ em của trường học của ông ở Ba Lan. Pisar tìm thấy nơi ẩn náu trong một chiếc xe tăng của Mỹ sau khi đột nhập vào rừng trong một cuộc hành quân quyết tử của Đức Quốc Xã.  
Blinken theo học Đại học Harvard từ năm 1980 đến năm 1984, nơi ông theo học chuyên ngành xã hội học và đồng biên tập tờ nhật báo dành cho sinh viên của Harvard, The Harvard Crimson, viết một số bài báo về các vấn đề thời sự  cũng như đồng biên tập tạp chí nghệ thuật hàng tuần. Sau khi tốt nghiệp Harvard, Blinken làm thực tập cho The New Republic trong khoảng một năm. Ông lấy bằng tiến sĩ luật (JD) Tại Trường Luật Columbia vào năm 1988. Sau khi tốt nghiệp, ông hành nghề luật tại Thành phố New York và Paris. Trong chiến dịch tranh cử tổng thống năm 1988, Blinken đã làm việc với cha mình là Donald trong việc gây quỹ cho Michael Dukakis.
Trong chuyên khảo của mình mang tên : Ally versus Ally: America, Europe, and the Siberian Pipeline Crisis (1987), Blinken cho rằng việc gây áp lực ngoại giao lên Liên Xô trong cuộc khủng hoảng đường ống ở Siberia ít có ý nghĩa đối với lợi ích của Mỹ hơn là duy trì mối quan hệ bền chặt giữa Hoa Kỳ và Châu Âu. Chuyên khảo dựa trên luận án đại học của Blinken. 

## Sự nghiệp

### Chính quyền Clinton và Bush
Blinken đã giữ các vị trí chính sách đối ngoại cấp cao trong hai chính quyền trong hơn hai thập kỷ. Ông phục vụ trong Hội đồng An ninh Quốc gia Hoa Kỳ tại Nhà Trắng từ năm 1994 đến năm 2001. Từ năm 1994 đến 1998 Blinken là Trợ lý đặc biệt cho Chủ tịch kiêm Giám đốc cấp cao về Kế hoạch chiến lược và Giám đốc cấp cao của NSC cho người viết diễn văn. Từ năm 1999 đến năm 2001, ông là Trợ lý đặc biệt cho Chủ tịch và Giám đốc cấp cao về các vấn đề châu Âu và Canada.

### Chính quyền Obama
Từ năm 2009 đến năm 2013, ông là Phó Trợ lý Tổng thống và Cố vấn An ninh Quốc gia cho Phó Tổng thống. Ở vị trí này, ông đã giúp xây dựng chính sách của Hoa Kỳ về Afghanistan, Pakistan và chương trình hạt nhân của Iran.
Vào ngày 7 tháng 11 năm 2014, Tổng thống Obama thông báo rằng ông sẽ đề cử Blinken cho chức vụ thứ trưởng, thay thế William Joseph Burns đã nghỉ hưu. Vào ngày 16 tháng 12 năm 2014, Blinken được Thượng viện chấp thuận vào chức vụ Thứ trưởng Ngoại giao với số phiếu thuận/chống 55/38.

### Chính quyền Biden
Antony Blinken từng là cố vấn chính sách đối ngoại cho chiến dịch tranh cử tổng thống năm 2020 của Biden. Vào ngày 22 tháng 11 năm 2020, Bloomberg News đưa tin rằng Biden đã chọn Blinken làm người được đề cử vào vị trí ngoại trưởng.  Những báo cáo này sau đó đã được The New York Times và các báo khác chứng thực. Vào ngày 24 tháng 11, khi được thông báo là sự lựa chọn của Biden cho vị trí ngoại trưởng, Blinken nói, "Chúng tôi không thể giải quyết tất cả các vấn đề của thế giới một mình [và] chúng tôi cần phải làm việc với các quốc gia khác." 
Vào ngày 8 tháng 1, Ngoại trưởng Mike Pompeo đã gặp Blinken, người được chỉ định làm Bộ trưởng mới.  Bằng một cuộc bỏ phiếu từ 15–3, đề cử của Blinken đã được đưa ra  Ủy ban Đối ngoại Thượng viện vào ngày 25 tháng 1, với cuộc bỏ phiếu cuối cùng  vào ngày 26 tháng 1. Vào ngày 26 tháng 1, Blinken được xác nhận là Ngoại Trưởng với số phiếu 78–22.  Ông trở thành cựu Thứ Trưởng Ngoại Giao thứ ba giữ chức Ngoại Trưởng , sau Lawrence Eagleburger và Warren Christopher lần lượt vào các năm 1992 và 1993.

## Cuộc sống cá nhân
Blinken là người Do Thái. Vào ngày 3 tháng 3 năm 2002, Antony Blinken và Evan Ryan, người đồng thời giữ chức Thư Ký Nội Các trong chính quyền Biden, đã kết hôn trong một buổi lễ nhằm tri ân đức tin Công Giáo của cô và đức tin Do Thái của ông.  Đám cưới được cử hành bởi cả linh mục Công Giáo và giáo sĩ Do Thái tại Nhà thờ Công Giáo La Mã Holy Trinity ở Washington D.C. Ryan 30 tuổi và Blinken 39 tuổi khi họ kết hôn.
Ông và vợ gặp nhau vào năm 1995 tại Nhà Trắng, Evan Ryan giữ chức vụ trợ lý đặc biệt của Chánh Văn Phòng cho Đệ Nhất Phu Nhân Hillary Clinton thời điểm đó, còn Antony Blinken là nhân viên của Hội Đồng An Ninh Quốc Gia kiêm người viết lời phát biểu chính sách đối ngoại của Tổng Thống Bill Clinton. Trong một lần nâng ly chúc mừng kỷ niệm ngày cưới, Blinken đã nói lời cảm ơn chính trị vì đã đưa ông và Ryan xích lại với nhau. Theo Politico, Blinken nâng cốc cảm ơn hơn 40 triệu người Mỹ đã bỏ phiếu cho Bill Clinton “vì cuộc bầu cử đã dẫn đến hôn nhân. Nếu không có họ, tôi sẽ không bao giờ gặp Evan tại Nhà Trắng”. 
Antony Blinken và Evan Ryan có hai người con, một người con trai tên là John Rowley Blinken, sinh vào tháng 3 năm 2019  và một con gái, Lila Ryan Blinken sinh ngày 26 tháng 2 năm 2020.  Blinken thông thạo tiếng Pháp và nói như người bản xứ.   Ngoài ra, ông còn chơi guitar và có ba bài hát trên Spotify với bí danh ABlinken (phát âm là "Abe Lincoln").   

## Ấn bản
- Blinken, Antony J. (1987). Ally versus Ally: America, Europe, and the Siberian Pipeline Crisis. New York: Praeger. ISBN 0-275-92410-6. OCLC 14359172.[6][14]
- Blinken, Antony J. (2001). "The False Crisis Over the Atlantic". Foreign Affairs (bằng tiếng Anh). Quyển 80 số 3. tr. 35–48. doi:10.2307/20050149. JSTOR 20050149.
- Blinken, Antony J. (tháng 6 năm 2002). "Winning the War of Ideas". The Washington Quarterly (bằng tiếng Anh). Quyển 25 số 2. tr. 101–114. doi:10.1162/01636600252820162. ISSN 0163-660X. S2CID 154183240.
- Blinken, Antony J. (tháng 12 năm 2003). "From Preemption to Engagement". Survival (bằng tiếng Anh). Quyển 45 số 4. tr. 33–60. doi:10.1080/00396330312331343576. ISSN 0039-6338. S2CID 154077314.
- Blinken, Antony J. (ngày 9 tháng 7 năm 2017). "The Islamic State Is Not Dead Yet". The New York Times (bằng tiếng Anh). ISSN 0362-4331. Truy cập ngày 23 tháng 11 năm 2020.